# Ali Boussaboun
Ali Boussaboun (en árabe: علي بوصابون‎) (n. 18 de julio de 1979 en Tánger, Marruecos) es un futbolista marroquí de ascendencia neerlandesa que juega como delantero para el NAC Breda de la Eredivisie. Previamente jugó para los equipos ADO Den Haag, FC Groningen, Feyenoord Rotterdam, Al-Wakrah SC, FC Utrecht and Al-Nasr SC.
Se unió al Al-Nasr SC en julio de 2009, luego que su venciera su contrato con el FC Utrecht de la Eredivisie. Regresó a Países Bajos luego de un año, firmando un contrato con el NAC Breda.

## Clubes
| Club                | País                   | Año             |
| ------------------- | ---------------------- | --------------- |
| ADO Den Haag        | Países Bajos           | 1996-2001       |
| FC Groningen        | Países Bajos           | 2001-2002       |
| NAC Breda           | Países Bajos           | 2002-2005       |
| Feyenoord Rotterdam | Países Bajos           | 2005-2007       |
| FC Utrecht          | Países Bajos           | 2007 (préstamo) |
| Al-Wakrah SC        | Catar                  | 2007-2008       |
| FC Utrecht          | Países Bajos           | 2008-2009       |
| Al-Nasr SC          | Emiratos Árabes Unidos | 2009-2010       |
| NAC Breda           | Países Bajos           | 2010-           |